# لا أصدقاء سوى الجبال (مثل كردي)
لا أصدقاء سوى الجبال هو مثل كردي يعبر عن شعورهم بالخيانة والتخلي والوحدة، خاصةً بعد عهد صدام حسين بسبب تاريخهم كأقلية عرقية شبه عديمة الدولة في الشرق الأوسط.
تم الإشارة إلى هذا المثل على نطاق واسع بعد انسحاب القوات الأمريكية المتمركزة في شمال شرق سوريا والهجوم التركي اللاحق على المنطقة. مستشهدًا بالمثل، قال آزاد جودي، المتطوع البريطاني في وحدات حماية الشعب : "الولايات المتحدة، كأي دولة أو حكومة أخرى، ستفعل ما يخدم مصالحها". وأضاف أنه على الرغم من نقص الحلفاء أو المعدات اللازمة لصد الهجوم، فإن قوات سوريا الديمقراطية "ستقاوم مهما كلف الأمر". وقد استُخدمت العبارة أيضًا للتأمل في مشاعر الخيانة السابقة التي شعرت بها الولايات المتحدة، وتحديدًا تسامح إدارة ريغان مع حملة الأنفال ضد الأكراد العراقيين في عام 1988 وعدم اعتراف إدارة ترامب باستفتاء استقلال إقليم كردستان في عام 2017.

## طالع أيضًا
- لا صديق سوى الجبال (كتاب)، مذكرات الكاتب الكردي بهروز بوتشاني

## قراءة إضافية
الأدب
- Matloff، Judith (2017). No Friends but the Mountains: Dispatches from the World's Violent Highlands. United Kingdom: Hachette UK. ISBN:9780465097890.

الوثائقيات
- Kae Bahar, Claudio von Planta (2017). No Friends but the Mountains: An oasis of hope in a desert of hatred and fear (Film) (بالإنجليزية). Joka Films, Von Planta Productions. Archived from the original on 2024-09-07.